# كعب بن الأشرف
كعب بن الأشرف، شاعر من بني النضير وقيل كان أبوه من طيء وأمه من يهود بني النضير ذُكر في سيرة رسول الإسلام محمد صلى الله عليه وسلم بأنه أمر بقتله لسبه النبي صلى الله عليه وسلم وتشجيعه قريش على محاربته بالرغم من الصحيفة التي تصالح فيها النبي والمسلمون مع اليهود على الطاعة وحسن التعايش، ونفذ ذلك الأمر جماعة من الأوس. يُقال بأن قتل كعب كان مسألة خيانة وأمن دولة لأنه حرض المشركين على النبي محمد صلى الله عليه وسلم بعد بدر وسعى لتجييشهم ضد المسلمين، وشبّب بنساء الصحابة بأشعار خادشة للحياء حتى آذاهم.
لقد رفض يهود بني النضير دفع الجزية التي فرضها الرسول محمد صلى الله عليه وسلم على من يخالفه من اهل الكتاب, اليهود والمسيحيين في سورة التوبة الاية 29, كما رفضو التحالف معه سورة الانفال الاية 41,  

## قصة مقتله
قال ابن إسحاق: «وكان من حديث كعب بن الأشرف : أنه لما أصيب أصحاب بدر، وقدم زيد بن حارثة إلى أهل السافلة، وعبد الله بن رواحة إلى أهل العالية بشيرين بعثهما رسول الله إلى من بالمدينة من المسلمين بفتح الله عز وجل عليه وقتل من قتل من المشركين كما حدثني عبد الله بن المغيث بن أبي بردة الظفري وعبد الله بن أبي بكر بن محمد بن عمرو بن حزم، وعاصم بن عمر بن قتادة، وصالح بن أبي أمامة بن سهل كل قد حدثني بعض حديثه
قالوا: قال كعب بن الأشرف وكان رجلا من طيء، ثم أحد بني نبهان، وكانت أمه من بني النضير، حين بلغه الخبر: أحق هذا ؟ أترون محمدا قتل هؤلاء الذين يسمي هذان الرجلان يعني زيدا وعبد الله بن رواحة فهؤلاء أشراف العرب وملوك الناس والله لئن كان محمد أصاب هؤلاء القوم لبطن الأرض خير من ظهرها».

## شعره في التحريض على الرسول
فلما تيقن الخبر، خرج حتى قدم مكة، فنزل على عبد المطلب بن أبي وداعة بن ضبيرة السهمي وعنده عاتكة بنت أبي العاص بن أمية بن عبد شمس بن عبد مناف فأنزلته وأكرمته وجعل يحرض على الرسول محمد وينشد الأشعار ويبكي أصحاب القليب من فرسان قريش، الذين قتلوا في معركة بدر الكبرى.
فقال قصيدة طويلة لم تحفظ لوقتنا هذا:

## شعر حسان بن ثابت في الرد عليه
يقول ابن إسحاق: فأجابه حسان بن ثابت، فقال:
قال ابن هشام: وأكثر أهل العلم بالشعر ينكرها لحسان. وقوله «أبكي لكعب» عن غير ابن إسحاق.

## شعر ميمونة بنت عبد الله في الرد على كعب
قال ابن إسحاق: وقالت امرأة من المسلمين من بني مريد بطن من بلي كانوا حلفاء في بني أمية بن زيد، يقال لهم الجعادرة، تجيب كعبا قال ابن إسحاق: اسمها ميمونة بنت عبد الله، وأكثر أهل العلم بالشعر ينكر هذه الأبيات لها، وينكر نقيضتها لكعب بن الأشرف

## تشبب كعب بنساء المسلمين والحيلة في قتله
ثم رجع كعب بن الأشرف إلى المدينة فشبب بنساء المسلمين حتى آذاهم. فقال الرسول: «من لي بابن الأشرف؟» فقال له: محمد بن مسلمة: «أنا لك يا رسول الله أنا أقتله؟» قال:«فافعل إن قدرت على ذلك» فرجع محمد بن مسلمة فمكث ثلاثا لا يأكل ولا يشرب إلا ما يعلق به نفسه فذكر ذلك للرسول فدعاه فقال له: «لم تركت الطعام والشراب؟» فقال: «يا رسول الله قلت لك قولا لا أدري هل أفين لك به أم لا؟» فقال: «إنما عليك الجهد» فقال: «يا رسول الله إنه لا بد لنا من أن نقول» قال: «قولوا ما بدا لكم فأنتم في حل من ذلك».
فاجتمع في قتله محمد بن مسلمة، وسلكان بن سلام بن وقش وهو أبو نائلة أحد بني عبد الأشهل، وكان أخا كعب بن الأشرف من الرضاعة وعباد بن بشر بن وقش، أحد بني عبد الأشهل، والحارث بن أوس بن معاذ، أحد بني عبد الأشهل، وأبو عبس بن جبر أحد بني حارثة ; ثم ذهب سلكان بن سلامة بن وقش أبا نائلة إلى كعب بن الأشرف قبل أن يأتوه، فجاءه فتحدث معه ساعة وتناشدوا شعرا، وكان أبو نائلة يقول الشعر ثم قال: «ويحك يا ابن الأشرف إني قد جئتك لحاجة أريد ذكرها لك، فاكتم عني» قال: «افعل» قال: «كان قدوم هذا الرجل علينا بلاء من البلاء عادتنا به العرب، ورمتنا عن قوس واحد وقطعت عنا السبل حتى ضاع العيال وجهدت الأنفس وأصبحنا قد جهدنا وجهد عيالنا». فقال كعب: «أنا ابن الأشرف أما والله لقد كنت أخبرك يا ابن سلامة أن الأمر سيصير إلى ما أقول» فقال له سلكان: «إني قد أردت أن تبيعنا طعاما ونرهنك ونوثق لك، ونحسن في ذلك» فقال: «أترهنونني أبناءكم؟» قال: «لقد أردت أن تفضحنا، إن معي أصحابا لي على مثل رأيي، وقد أردت أن آتيك بهم فتبيعهم وتحسن في ذلك ونرهنك من الحلقة ما فيه وفاء»
وأراد سلكان أن لا ينكر السلاح إذا جاءوا بها، قال: «إن في الحلقة لوفاء» فرجع سلكان إلى أصحابه فأخبرهم خبره وأمرهم أن يأخذوا السلاح ثم ينطلقوا فيجتمعوا إليه فاجتمعوا عند رسول الله.
قال ابن هشام: ويقال أترهنونني نساءكم؟ قال كيف نرهنك نساءنا وأنت أشب أهل يثرب وأعطرهم قال أترهنونني أبناءكم؟
قال ابن إسحاق: فحدثني ثور بن زيد عن عكرمة، عن ابن عباس قال: مشى معهم رسول الله إلى بقيع الغرقد، ثم وجههم فقال: انطلقوا على اسم الله اللهم أعنهم ثم رجع رسول الله إلى بيته وهو في ليلة مقمرة وأقبلوا حتى انتهوا إلى حصنه فهتف به أبو نائلة، وكان حديث عهد بعرس فوثب في ملحفته فأخذت امرأته بناحيتها، وقالت: «إنك امرئ محارب وإن أصحاب الحرب لا ينزلون في هذه الساعة» قال: «إنه أبو نائلة، لو وجدني نائما لما أيقظني»، فقالت: «والله إني لأعرف في صوته الشر؟» قال يقول لها كعب لو يدعى الفتى لطعنة لأجاب.
فنزل فتحدث معهم ساعة وحدثوا معه ثم قال هل لك يا ابن الأشرف أن تتماشى إلى شعب العجوز، فنتحدث به بقية ليلتنا هذه؟ قال إن شئتم. فخرجوا يتماشون فمشوا ساعة ثم إن أبا نائلة شام يده في فود رأسه ثم شم يده فقال ما رأيت كالليلة طيبا أعطر قط، ثم مشى ساعة ثم عاد لمثلها حتى اطمأن ثم مشى ساعة ثم عاد لمثلها، فأخذ بفود رأسه ثم قال اضربوا عدو الله فضربه فاختلفت عليه أسيافهم فلم تغن شيئا.
قال محمد بن مسلمة فذكرت مغولا في سيفي، حين رأيت أسيافنا لا تغني شيئا، فأخذته، وقد صاح عدو الله صيحة لم يبق حولنا حصن إلا وقد أوقدت عليه نار قال فوضعته في ثنته ثم تحاملت عليه حتى بلغت عانته فوقع عدو الله وقد أصيب الحارث بن أوس بن معاذ فجرح في رأسه أو في رجله أصابه بعض أسيافنا.
قال فخرجنا حتى سلكنا على بني أمية بن زيد، ثم على بني قريظة، ثم على بعاث حتى أسندنا في حرة العريض، وقد أبطأ علينا صاحبنا الحارث بن أوس، ونزف الدم فوقفنا له ساعة ثم أتانا يتبع آثارنا. قال فاحتملناه فجئنا به رسول الله آخر الليل وهو قائم يصلي، فسلمنا عليه فخرج إلينا، فأخبرناه بقتل عدو الله وتفل على جرح صاحبنا، فرجع ورجعنا إلى أهلنا فأصبحنا وقد خافت يهود لوقعتنا بعدو الله فليس بها يهودي إلا وهو يخاف على نفسه.

### كتب
- كتاب الروض الأنف ج 3 لـ: أبو بكر محمد بن إسحاق بن يسار.